# Культура Австрии

Культуру на территории сегодняшней Австрии можно проследить начиная с около 1050 г до н. э. с Гальштатской и Латенской культур. Однако, культура Австрии, какой мы её знаем сегодня, начала формироваться, когда австрийские земли были частью Священной Римской империи, начиная с «Малой привилегии» (Privilegium Minus) 1156 года, которая повышала статус Австрии до княжества, что было важным шагом в её развитии. Австрийская культура в значительной степени получила влияние её прошлых и настоящих соседей: Италии, Польши, Германии, Венгрии и Чехии.

## Название
Немецкое название страны Österreich может быть переведено на русский язык как «восточное королевство», которые является производным от древневерхненемецкого Ostarrichi. Термин, вероятно, берёт своё начало в народных переводах средневекового латинского названия для региона: Marchia orientalis, которое переводится как «восточная граница», так как он был расположен на восточном краю Священной Римской империи, что тоже нашло отражение в названии Ostmark применяемого для края после аншлюса к Третьему Рейху. Латинское название страны Austria произошло от древневерхненемецкого, и не связано с латинским словом «Austral», которое означает юг (сравните: Австралия — южная земля). От термина Австрия пошло название для её жителей, австрийцев.

## Искусство

### Музыка
Вена, столица Австрии, издавна была важным центром музыкального новаторства. Композиторов 18 и 19 веков притягивало в город покровительство венской знати, что сделало Вену столицей европейской классической музыки. С городом, в частности, связаны имена Вольфганга Амадея Моцарта, Людвига ван Бетховена и Иоганна Штрауса-младшего. В эпоху барокко на австрийскую музыку оказывали свое влияние чешские и венгерские образцы народной музыки. Престиж Вены, как культурного центра, начал расти в начале XVI века, и был связан в основном с музыкальными инструментами, в том числе, лютней.

#### Классическая музыка
XVIII век был эпохой господства европейской классической музыки, и Вена была средоточием музыкального новаторства. Миру явились три композитора-новатора, привнесших в музыку : Людвиг ван Бетховен — симфонические картины, Вольфганг Амадей Моцарт — гармоничное сочетание мелодии и формы, и Йозеф Гайдн — развитие струнного квартета и сонаты.

##### Венский филармонический оркестр

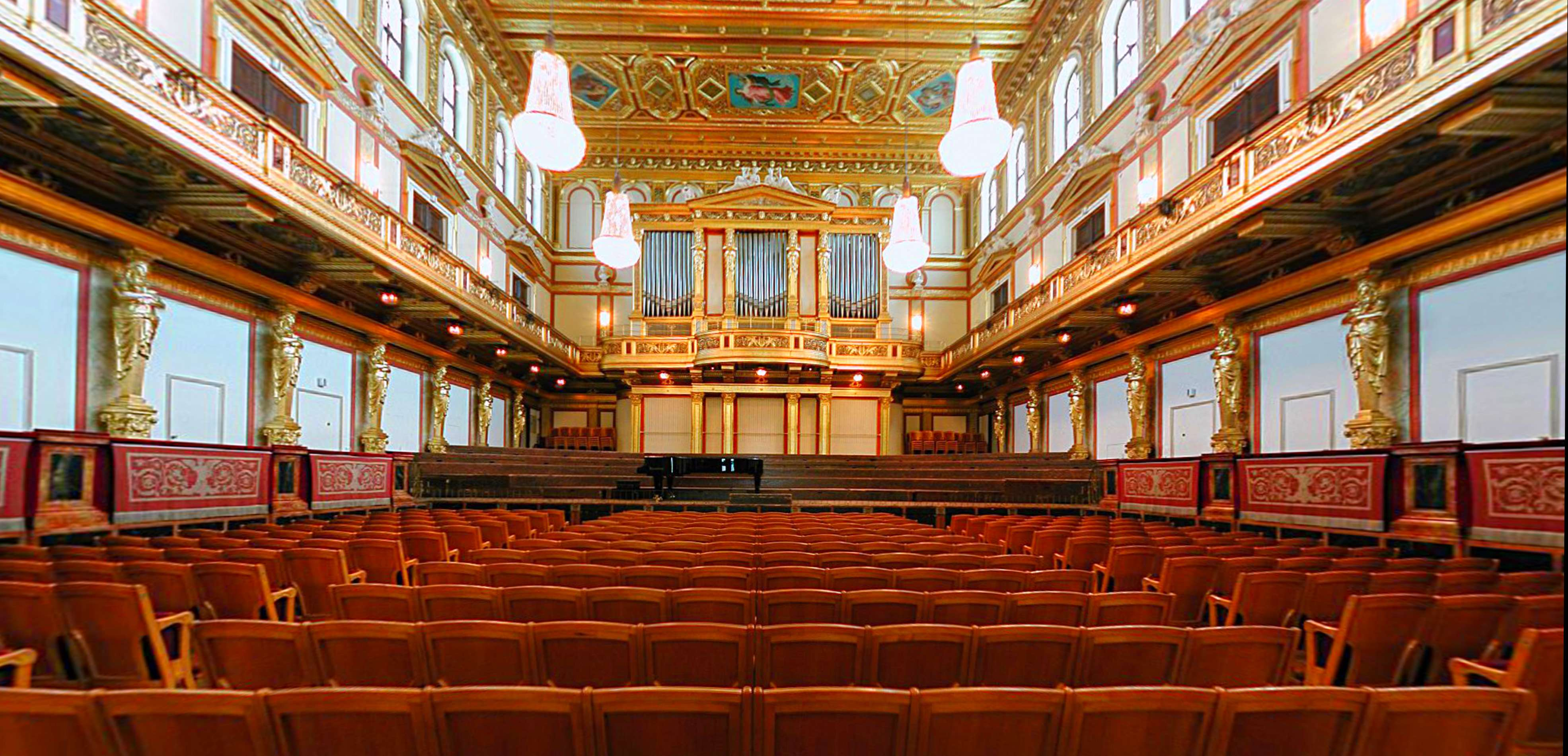
Золотой зал

Музикферайн в Вене считается одним из трёх лучших концертных залов в мире и был открыт 6 января 1870 года. С 1939 года из Золотого зала Musikverein’a транслируется знаменитый «Новогодний концерт Венского филармонического оркестра», аудитория которого составляет один миллиард слушателей в 44 странах мира, в том числе в России. Музыканты Венского филармонического оркестра, который считается одним из лучших оркестров мира, отбираются из оркестра Венской государственной оперы.
Венский филармонический оркестр ведёт свою историю с 1842 года, когда Отто Николаи создаёт Филармоническую Академию. Этот оркестр принимал все свои решения путём демократического голосования всех участников, и эти принцип соблюдается до сих пор.

##### Венская государственная опера

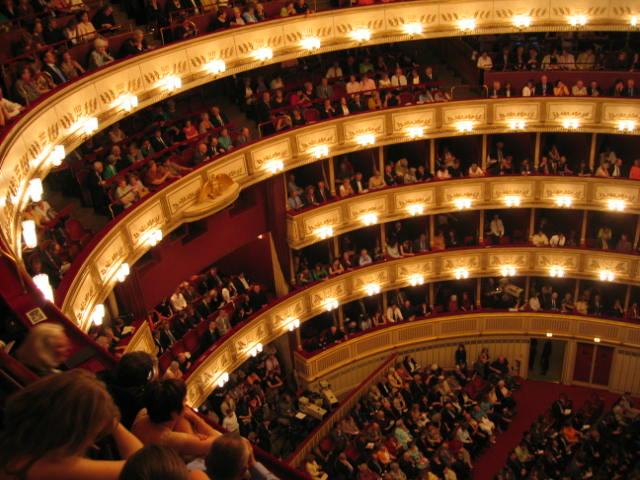
Венская государственная опера

Венская государственная опера, на немецком языке называется Staatsoper, является одним из наиболее важных оперных компаний в мире. В нём занято более 1000 человек, а в 2008 году, годовой операционный бюджет Staatsoper составила 100 млн евро с чуть более чем на 50 % в ближайшие форме государственных субсидий.
Это также место для Венского бала, события, которое происходит на четверг предшествующий Пепельной среде. Оперный бал впервые был проведён 1936 году, и видал до 12 000 посетителей. 180 пар открывают балл официально, перед командой «Alles Walzer», основанный на традициях Иоганна Штрауса младшего, танцпол открыт для всех.

##### Венский хор мальчиков

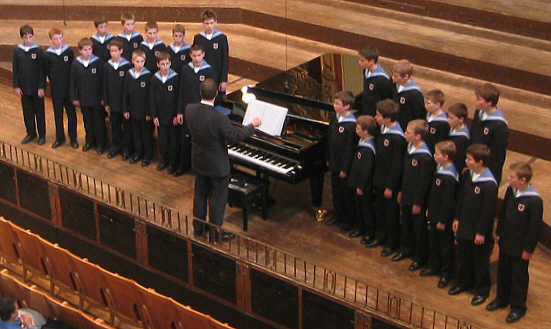
Wiener Sängerknaben Венский хор мальчиков во время выступления

Wiener Sängerknaben является одним из самых известных хоров мальчиков в мире. Известный своей чрезвычайно высоким вокальным стандартом, хор сотрудничал с музыкантами, включая Вольфганга Амадея Моцарта, Антонио Кальдара, Антонио Сальери и Антона Брукнера
Хор был утверждён в письме Максимилиана I Габсбурга, 7 июля 1498. Дворец Аугартен служит пространством для репетиций и школой-интернатом для мальчиков из хора.

#### Народная музыка

##### Schrammelmusik
Наиболее популярной формой современной австрийской народной музыки является Венский Schrammelmusik, который играется на аккордеоне и на двойной шеей гитаре. Современные исполнители включают Роланда Нойвирта, Карла Ходина, и Эди Райзера.

##### Йодле
Йодле является одним из видов горлового пения, который был разработан в Альпах. В Австрии его называли juchazn. Признаки использования нелексические слоги и крики, которые использовались для связи через горы.

##### Австрийские народные танцы
Австрийские народные танцы часто ассоциируются с Шуплаттер, Лендлер, полькой или вальсом. Однако существуют и другие танцы, такие как Zwiefacher, Kontratänze, и Sprachinseltänze.

##### Лендлер
Ländler является народным танцем неясного происхождения. Известный под разными именами в течение длительного периода, стал известен как Landl ob der Enns, который был в конечном итоге сокращён до ländler. Танец стал популярным около 1720 года. Он требует тесного контакта между представителями противоположного пола, и, таким образом осуждён как похотливый некоторыми церковными властями. Ländlers были привезены сначала в Вену, а затем в места отдалённые. В конечном итоге ländler превратился в то, что известно как вальс.

#### Austropop

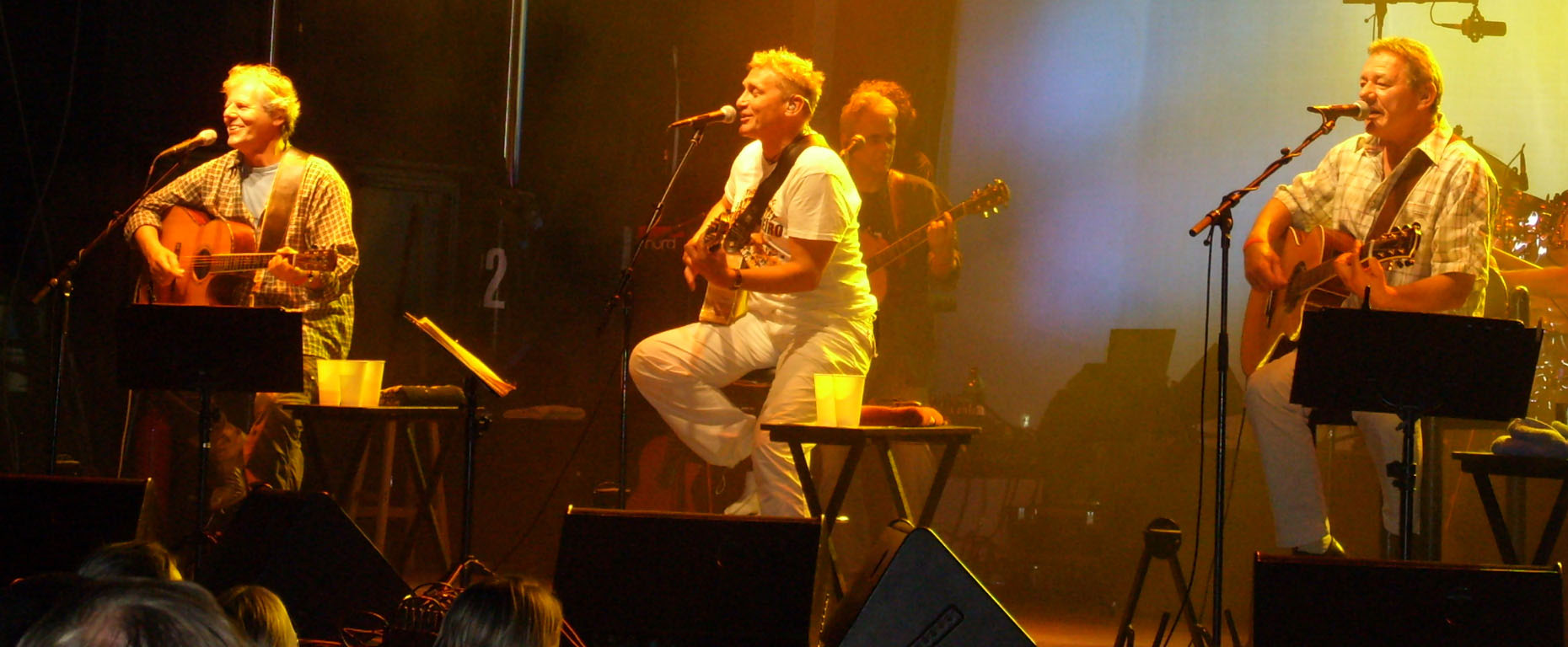
Austria3 — слева направо: Georg Danzer, Rainhard Fendrich, Wolfgang Ambros.

DJ Ötzi получил премию Amadeus Austrian Music Award в 2001 и 2002 за то, что они наиболее успешные на международном уровне австрийские артисты. Битбоксинг группа Bauchklang получила Amadeus в 2002 году в категории group pop/rock national. Falco, Райнхард Фендрих, Андре Хеллер, Георг Данцер и Кристина Штюрмер получили Amadeus награды в категории artist pop/rock national.
Austria3 была конгломератом из трёх австрийских довольно индивидуалистичных авторов-исполнителей Вольфганга Амброса, Георга Данцера и Райнхарда Фендриха, на сцене с 1997 по 2006 год.

##### Альпийская Новая волна
Этот жанр панк-рока, чьё имя может быть сокращен до alpunk возникла в альпийских регионах Германии, Швейцарии и Австрии. В Alpunk присутствуют хаотичные, энергичные ритмы панк-музыки с аккордеонной основой народной музыки, которой славится регион.

#### Заблуждения
По-видимому, мюзикл «Звуки музыки» и созданный на его основе фильм, повлияли на представление об австрийской музыке, особенно в англоязычных странах. Некоторые аранжировки в «Звуках музыки» обусловлены художественным замыслом фильма, а не целью дать точное представление об австрийской музыкальной культуре. Так, например, создается впечатление, что песня «Эдельвейс» это национальный гимн Австрии, что неверно. Кроме того, Ländler исполняется в фильме не в традиционной манере.

### Театр
C XI-XII веков в австрийских монастырях и аббатствах ставились мистерии и литургические драмы. Австрийский театр начинает формироваться в XVI веке со времени образования многонационального австрийского государства.
В XVI веке по Австрии передвигаются бесчисленные бродячие театральные труппы, исполняющие комические сценки, акробатические и танцевальные номера. Сценки для номеров артистов были написаны В. Шмельцлем.
На рубеже XVI и XVII века в Австрии возникли театры при Иезуитских коллегиях, пропагандирующих покорность церкви и императору. В постановках часто использовалась техника итальянского театра.
В XVII веке огромное влияние на Австрийский театр оказало искусство Италии. Сценарии итальянских мастеров помогали совершенствовать творения актёров бродячих театров.
Спектакль «Побеждающее благочестие» Аванцинуса был презентован в Вене в 1659 году. Спектакль отличался обилием внешних эффектов и красочностью зрелища.
В начале XVIII века, в 1712 году, в Вене был создан первый стационарный театр. Для постановки спектаклей использовался опыт немецкого народного театра и итальянской комедии, закрепив на сцене принцип импровизации.
В конце XVIII века в предместьях Вены открываются новые театры: «Леопольдштадттеатр» в 1781 году, «Йозефштадттеатр» в 1788, «Виденертеатр» в 1787. В этих театрах ставились оперы В. А. Моцарта и И. Гайдна, рыцарские драмы, детские балеты. В 1741 в Вене открылся «Королевский театр при дворце», получивший название «Бургтеатра».
В начале XIX века началось развитие театров в маленьких городках Австрии. Огромный вклад в это внесли Ф. Раймунд и И. Нестрой. Они создали свой собственный жанр национальной комедии и стали дальше продвигать развитие традиций демократического театра.
В 20-е годы XX века в творческой деятельности «Бургтеатра» происходит подъём. Руководит театром актёр и режиссёр А. Хейне. В период гитлеровской оккупации бывшие деятели австрийской культуры подвергались гонениям. Большинство театров было закрыто и разрушено. После освобождения Австрии Советскими войсками началась борьба за культурную независимость. В большинстве театров ставятся произведения зарубежной классики, в том числе русской. В «Бургтеатре» были поставлены «Горе от ума», «Калипсо», «Егор Булычев и другие», «Натан Мудрый».

### Цирк
В Австрии широкую известность получил семейный цирк «Pikard», в 2009 году отпраздновавший своё двадцатилетие. Труппой заведует Элизабет Шнеллер, бывшая эквилибристка.
История цирка в Австрии начинается раньше, с артистических семейств Шнеллеров и Пикаров, потомственных художников, комиков и наездников. В 30-х годах XX века Эне Шнеллер основывает собственный цирк, в котором растут и получают профессию его дети. Во время Второй мировой войны цирковое дело приходится оставить, однако с воцарением мира труппа вновь начинает колесить по стране. Впрочем, цирк продержался недолго: вскоре правительство изъяло у семьи их скромное имущество, оставив Шнеллерам лишь пару вагончиков да двух лошадей.
«Pikard» возрождается в 1989 году. Под руководством Эрне Шнеллера цирк работает до 2004. После забота о цирке перешла в его жене Элизабет. Сейчас в цирке выступают наследники цирковой династии — Романа Шнеллер, Александр Шнеллер и Илона Шнеллер.

### Балет
Балетное искусство в Австрии зародилось в XVI веке, когда устраивались придворные представления с танцами. Первыми танцмейстерами при венском дворе были итальянцы Ф. Леньяно и Ч. Негри, а также К. Беккариа, С. и Д. Вентура. Ставились конные балеты, маскарады, танцы включались в драматические и оперные спектакли. Одновременно бродячие труппы развивали традиции народного танца. С середины XVII века музыку ко многим танцевальным представлениям писал композитор Й. Шмельцер. В 1670-х гг. в венской придворной труппе, которую возглавлял композитор А. Драги, появились профессиональные танцовщики.
В начале XX века в Австрии распространился ритмопластический танец, который приобрёл здесь свои национальные формы, в частности в искусстве сестёр Г., Э. и Б. Визенталь, исполнявших вальсы. В числе представителей этого направления также Г. Боденвизер, Р. Хладек. В 20-30-х гг. в Венской государственной опере работали балетмейстеры: Г. Крёллер, М. Вальман, поставившая популярный балет «Австрийская крестьянская свадьба». В. Френцль, возобновлявший традиционные венские балеты. Наиболее известные артисты 20-30-х гг.: Г. Пихлер, Х. Пфундмайр, М. Бухингер, Р. Раб, А. Краузенекер, представители семейств Френцль и Биркмайер.
В 1942-58 балетмейстером Венской государственной оперы была Э. Ханка. Под её руководством труппа пережила трудности военных лет. Она сформировала репертуар первого послевоенного десятилетия, куда вошли главным образом её постановки: свыше 60 балетов многие с музыкой австрийских и немечких композиторов: «Жоан из Цариссы» Эгка, «Венецианский мавр» Блахера, «Отель „Захер“» Хельмесбергера в обр. Шёнхерра и «Медуза» фон Эйнема.
В 40-50-х гг. ведущими были танцовщицы Ю. Драпаль, Л. Темплер, Э. Брекснер, Л. Бройер, М. Бауэр, танцовщик Р. Новотни. Труппу Венской гос. оперы возглавляли Д. Парлич (1958-61), А. Миллош (1963-66 и 1971-74) и В. Орликовский (1966-71). В Вене балеты ставятся и в театре «Фолькс-опер» (в 1955-72 гл. балетм. Д. Лука) и в «Театр ан дер Вин» (в 1967-74 балетм. А. Миттерхубер). Балетные труппы работают также в городах Грац, Линц, Клагенфурт, Зальцбург и др. Основная балетная школа функционирует при Венской государственной опере (с 1760-х гг.). Свою школу имела также Лука. В Лаксенбурге под рук. Р. Хладек действует филиал танцевальной школы Э. Жака-Далькроза.
В числе исследователей балета — Ф. Дерра де Морода, автор книг и учебников о танце (в 1952-67 имела свою школу); среди критиков Г. Бруннер, Л. Г. Шюллер, А. Оберхаузер.

### Архитектура
См. также: Список австрийских художников и архитекторов

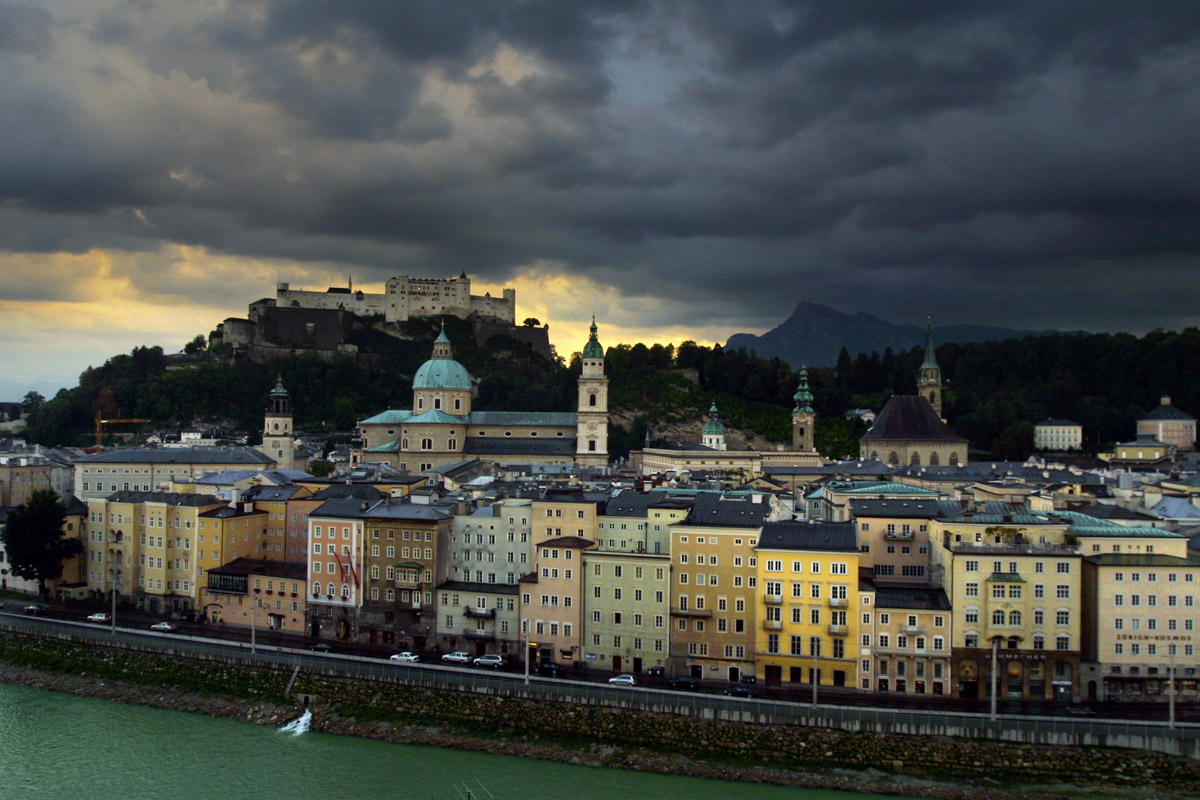
Зальцбург

Австрия славится своими замками, дворцами, и кладбищами, среди других архитектурных сооружений. К знаменитым замкам Австрии относятся Хоэнзальцбург Хоэнверфен, замок Лихтенштейн, и Schloß Artstetten. Многие из замков в Австрии были созданы во время правления Габсбургов.
Исторический центры городов Зальцбург и Грац был внесен в список Всемирного наследия ЮНЭСКО.А в 2001 году исторический центр Вены был также внесён в список Всемирного наследия.

#### Соборы
Австрия богата римско-католическими традициями. Одним из старейших соборов Австрии является Миноритенкирхе в Вене. Он был построен в готическом стиле в году 1224. Один из самых высоких соборов мира, 136-метровый (446 футов высотой) Собор Святого Стефана является резиденцией архиепископа Вены ; Собор Святого Стефана составляет 107 метра (351 футов) в длину и 34 метра (111,5 футов) в ширину.

#### Дворцы

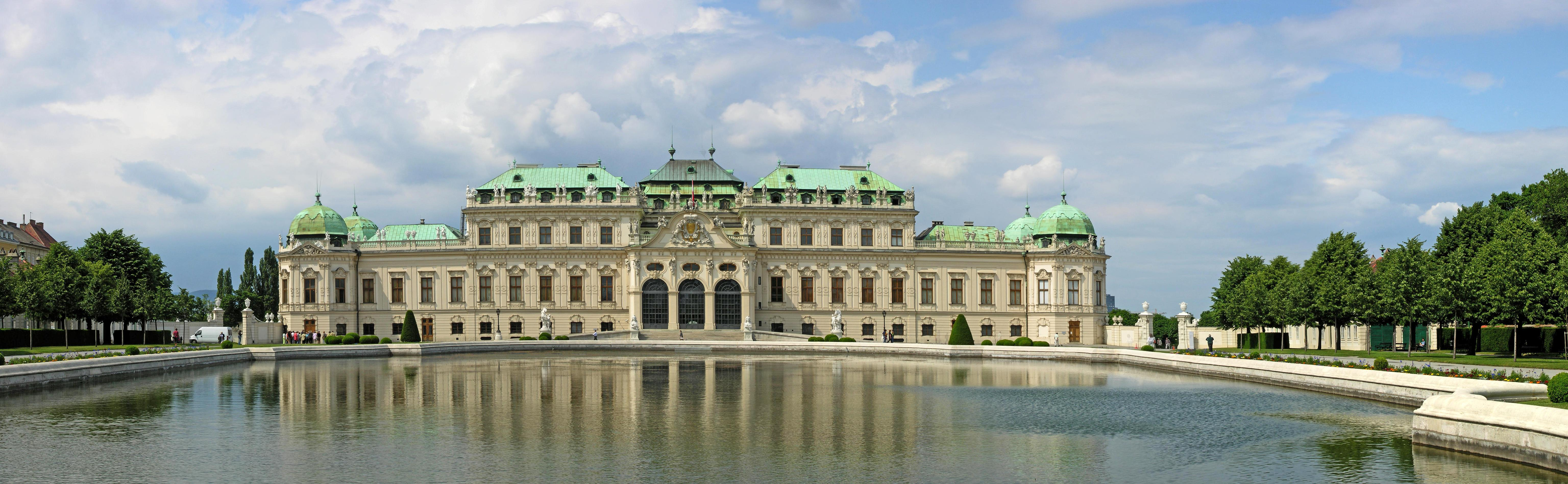
Бельведер

Два из самых известных австрийских дворцов Бельведер и Шёнбрунн. В стиле барокко, Дворец Бельведер был построен в период с 1714 по 1723, принцем Евгением Савойским, а теперь является домом для Бельведерской Галереи. Дворец Шенбрунн был построен в 1696 году Иоганном Бернхард Фишер фон Эрлах для императора Леопольда I, императрицы Австрии Мария Терезия упорядочила рестайлинг дворца в стиле рококо. В 1996 году он был добавлен в ООН в список всемирного наследия культурных.

#### Кладбища
Австрия также известна своими кладбищами. В Вене около пятидесяти различных кладбищ, из которых Zentralfriedhof является самым известным. Габсбурги похоронены в Императорская усыпальница.

#### Stift Melk

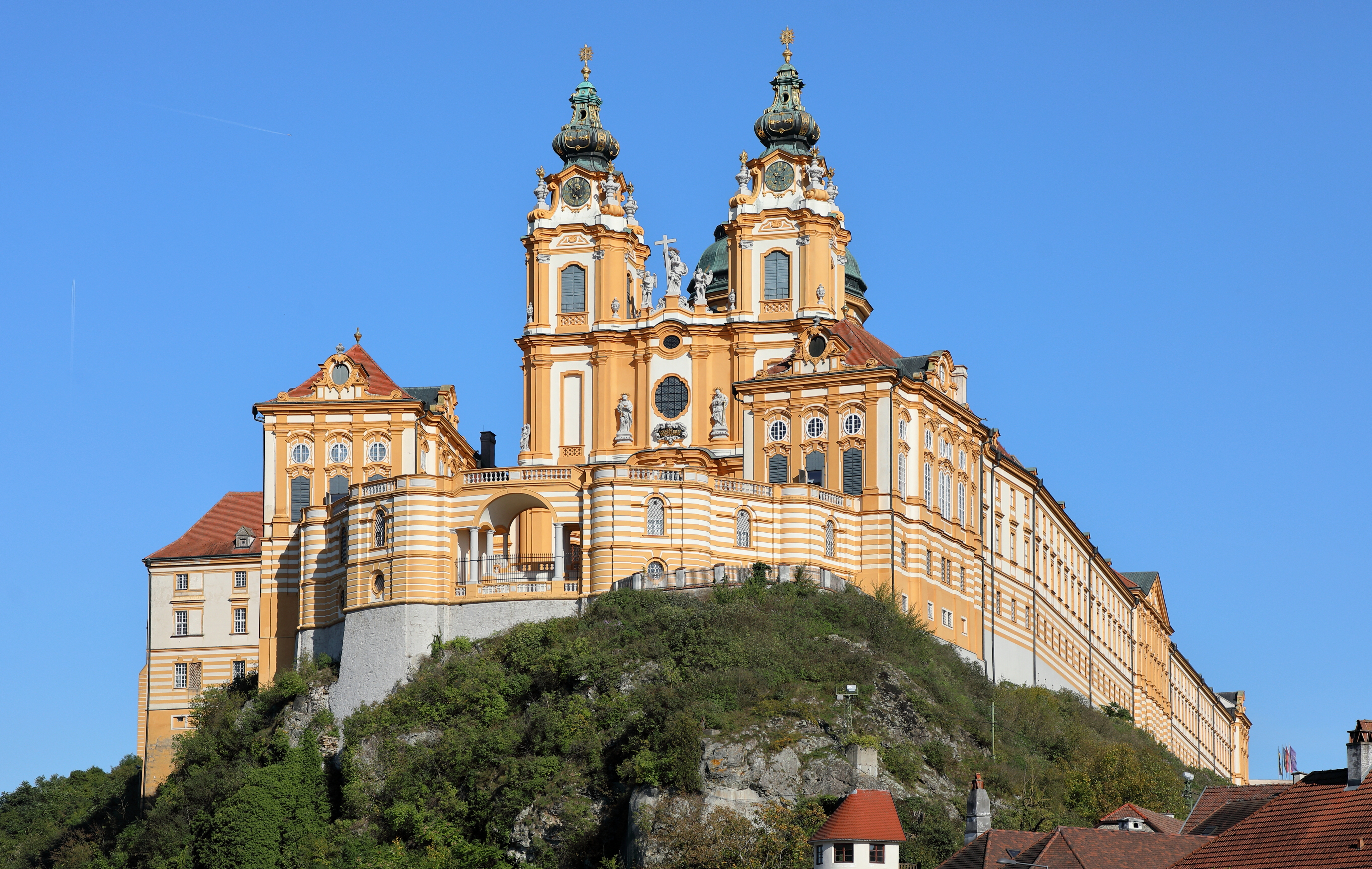
Stift Melk

Stift Melk является бенедиктинским аббатством в федеральной земле Нижняя Австрия, с видом на Дунай, как он проходит через долину Вахау. Аббатство было образовано в 1089 на скале над городом Мельк.

#### Земмерингская железная дорога
Земмерингская железная дорога, известный инженерный проект построенный в 1848—1854 годы, была первой европейской горной железнодорожной дорогой построенной со стандартно-колейным треком. Тем не менее она полностью функциональна, сейчас является частью австрийской Южной железной дороги. Он был назначен Всемирного наследия в 1998 году.

### Изобразительное искусство
См. также: Список австрийских художников и архитекторов

#### Венский сецессион

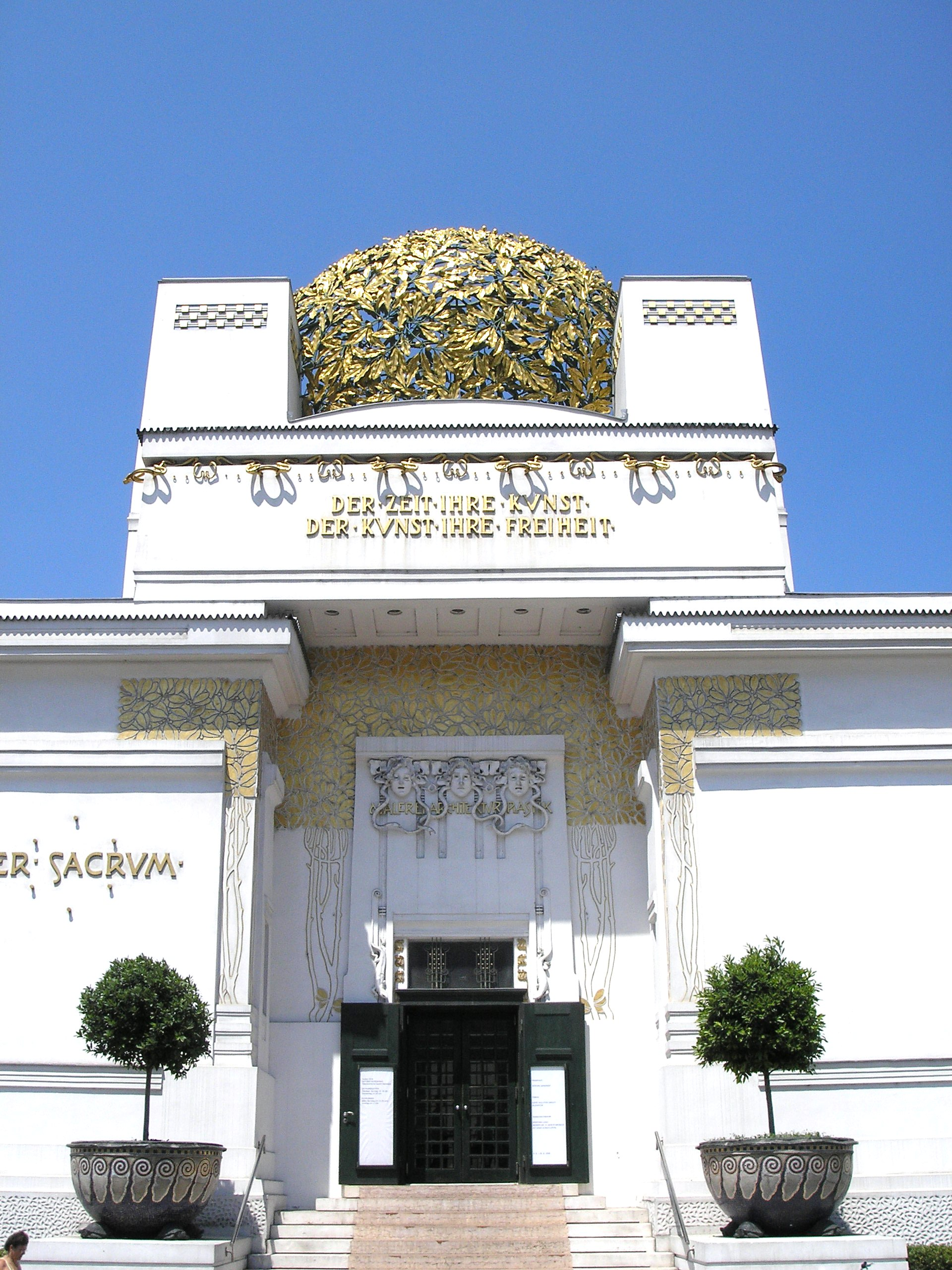
Венский сецессион

Венский сецессион был частью разнообразных движений в 1900 году, которые в настоящее время называются общим термином модерн.
Основные фигуры Венского сецессиона были Отто Вагнер, Густав Климт, Эгон Шиле, и Коломан Мозер.

### New Media: Ars Electronica

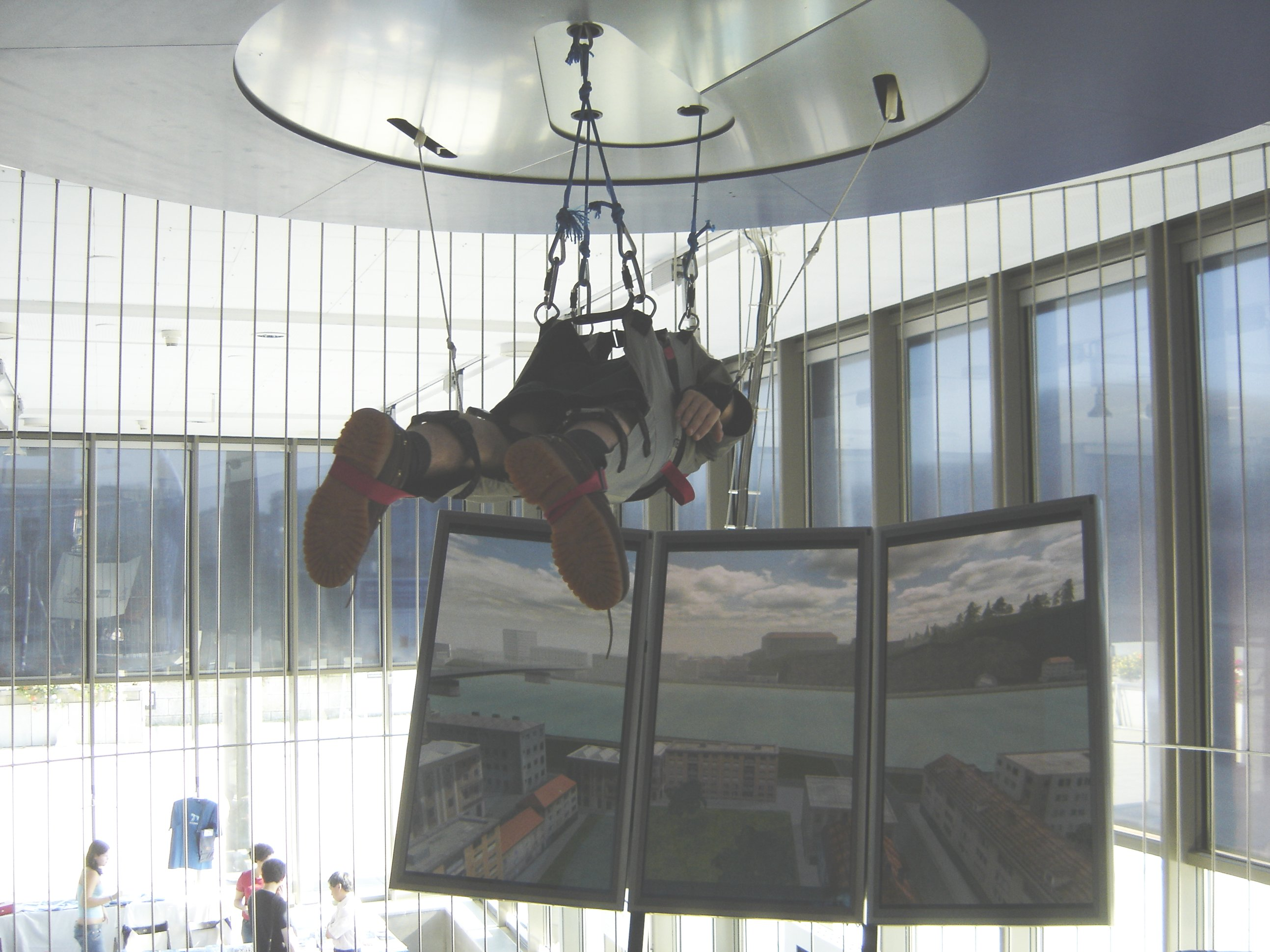
Посетитель под потолком для навигации в виртуальной реальности. Ars Electronica Center 2005

Prix Ars Electronica является одной из основных премий в области электронных и интерактивных искусств, компьютерной анимации, цифровой культуры и музыки. С 1987 года эта награда выдавалась Ars Electronica, одним из основных центров мира в области искусства и технологии, который в свою очередь, был основан в 1979 году в Линце, Австрия.

### Вещание и фильмы

#### Кинематограф Австрии
В эпоху немого кино, Австрия была одним из ведущих производителей фильмов. Многие из австрийских режиссёров, актёров, писателей и кинематографистов также работали в Берлине. Наиболее известным был Фриц Ланг, директор «Метрополис». После аншлюса, немецкая аннексия Австрии в 1938 году, из-за которой многие австрийские директоров эмигрировали в Соединённые Штаты, в том числе Эрих фон Штрогейм, Отто Премингер, Билли Уайлдер, Хеди Ламарр, Ричард Освальд и Йозеф фон Штернберг.
В 2009 году в Вене проходил фестиваль Российского Кино «Дни Российского кино в Австрии и Словакии». Президент фонда «Золотой Витязь», Николай Бурляев, возглавлял российскую делегацию. В Вене были представлены фильмы «Иваново детство», «Андрей Рублёв», «Лермонтов», а также состоялись творческие тематические встречи.

## Бытовая культура

### Отгонное животноводство в Альпах

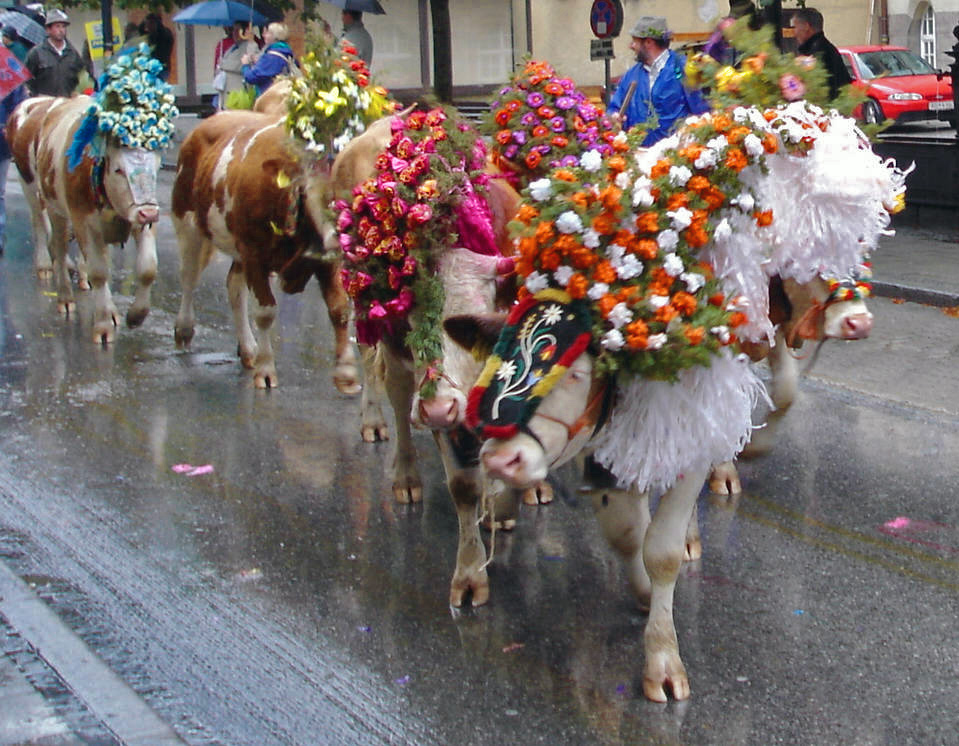
Almabtrieb, Kufstein (2005)

Альпийские пастбища составляют четверть сельхозугодий в Австрии, где примерно с 500.000 крупного рогатого скота работают 70000 фермеров на 12000 участках.
Разведение крупного рогатого скота с участием сезонных миграций между долинами и высокогорными пастбищами сформировали много пейзажей в Альпах, так как без этого, в большинстве районов ниже 2000 м были бы леса.

### Дохристианские альпийские традиции

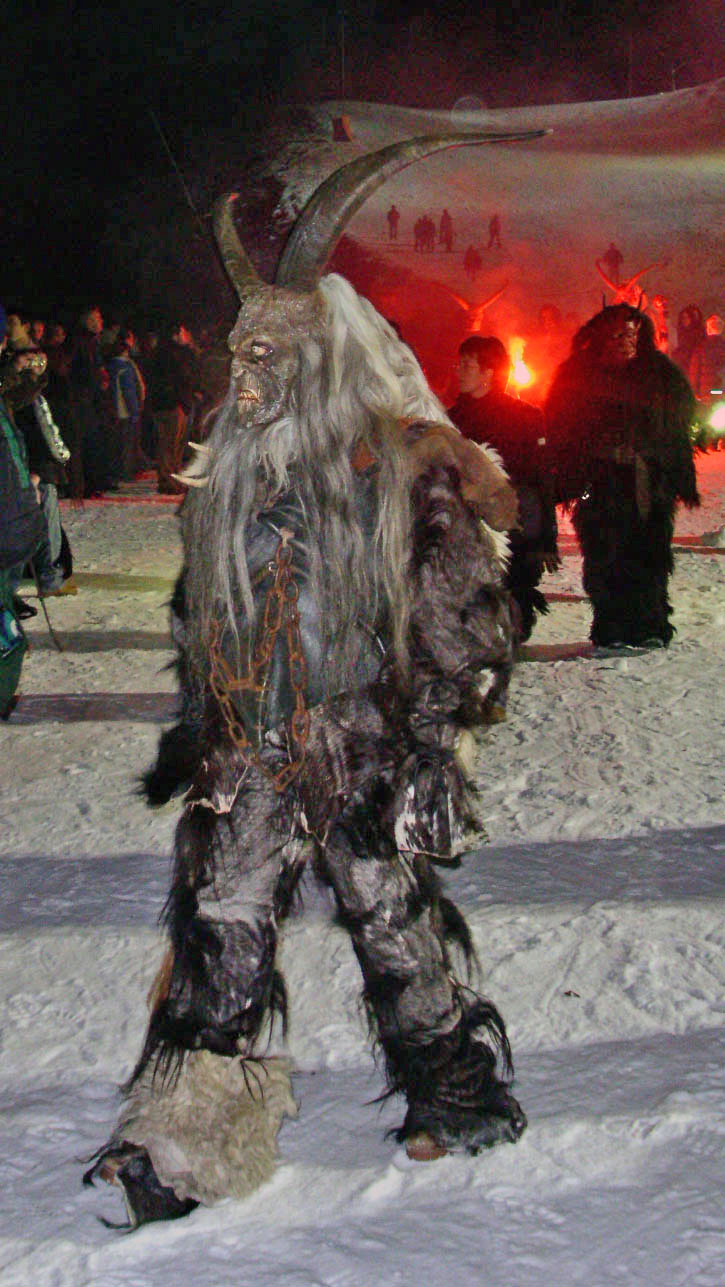
Процессия в Клаугенфурте

Некоторые языческие традиции сохранились только в отдалённых долинах недоступных для влияния Римско-католической церкви, другие обычаи, активно ассимилировались на протяжении столетий. Одним из примеров является Perchta (Berchta), богиня в Южном германском язычестве в альпийских странах, чьё имя означает Сияющая. Perchta приходит весной во время Fastnacht.

### Австрийский вариант немецкого языка
Школьники в Австрии учатся читать и писать на стандартном немецком (Standarddeutsch, Hochdeutsch), который является языком бизнеса и власти в Австрии. Австрийский вариант немецкого языка, на котором говорят дома и в местной торговле, будет одним из ряда региональных верхненемецких диалектов (также австро-баварский или алеманский диалект).
Хотя сильные формы различных диалектов обычно воспринимаются не совсем правильно другими носителями языка, такими как немцы или швейцарцы, практически нет языкового барьера между австро-баварским диалектом в Австрии и в Баварии. Центральный австро-баварский диалект более понятен для носителей стандартного немецкого, чем южно австро-баварский диалект в Тироле. Венский, австро-баварский диалект Вены, наиболее часто используется в Германии для олицетворения типичного жителя Австрии. Народ Граца, столицы Штирии, говорит ещё на одном диалекте, который не очень Штирский и более понятен людям из других районов Австрии, чем для других Штирских диалектов. Что касается западной части Австрии, диалект Форарльберга и небольшая часть Северного Тироля имеет лингвистически и культурно больше общего с немецкоязычной Швейцарией, Баденом-Вюртембергом или Швабией на юго-западе Германии, так как это алеманский диалект, как швейцарский немецкий или швабский немецкий.

### Официальные языки меньшинств и их влияние
Австрия в рамках своего историко-культурного наследия была многонациональным государством на протяжении веков (Австрийская империя, позже Австро-Венгрия), сейчас она не совсем однородно немецкоязычных, но в пределах своих границ, хотя и небольших, у автохтонных меньшинств различные родные языки: венгерский является наиболее распространённым из признанных языков меньшинств на которых говорят в Австрии (в основном в Бургенланде, где он является официальным языком, и в Вене, около 40 000 ораторов (0,5 % австрийского населения)). Словенский (24 000) имеет такой же статус в Каринтии и Штирии. То же самое верно и для Бургенландского хорватского (19 000), вариант хорватского на котором говорят в Бургенланде. Кроме того, чешский (18 000), словацкий (10 000) и цыганский (6 000) признаются на основе прав защиты меньшинств.
Австрийский немецкий, особенно венский диалект, использует некоторые слова из венгерского, чешского, еврейского или из некоторых южнославянских языков, чтобы заменить слова иным образом использованные в стандартном немецком (такие, как Maschekseitn (другая сторона), от венгерского masik (другой), в стандартном немецком die andere Seite).

## Австрийская гастрономическая культура

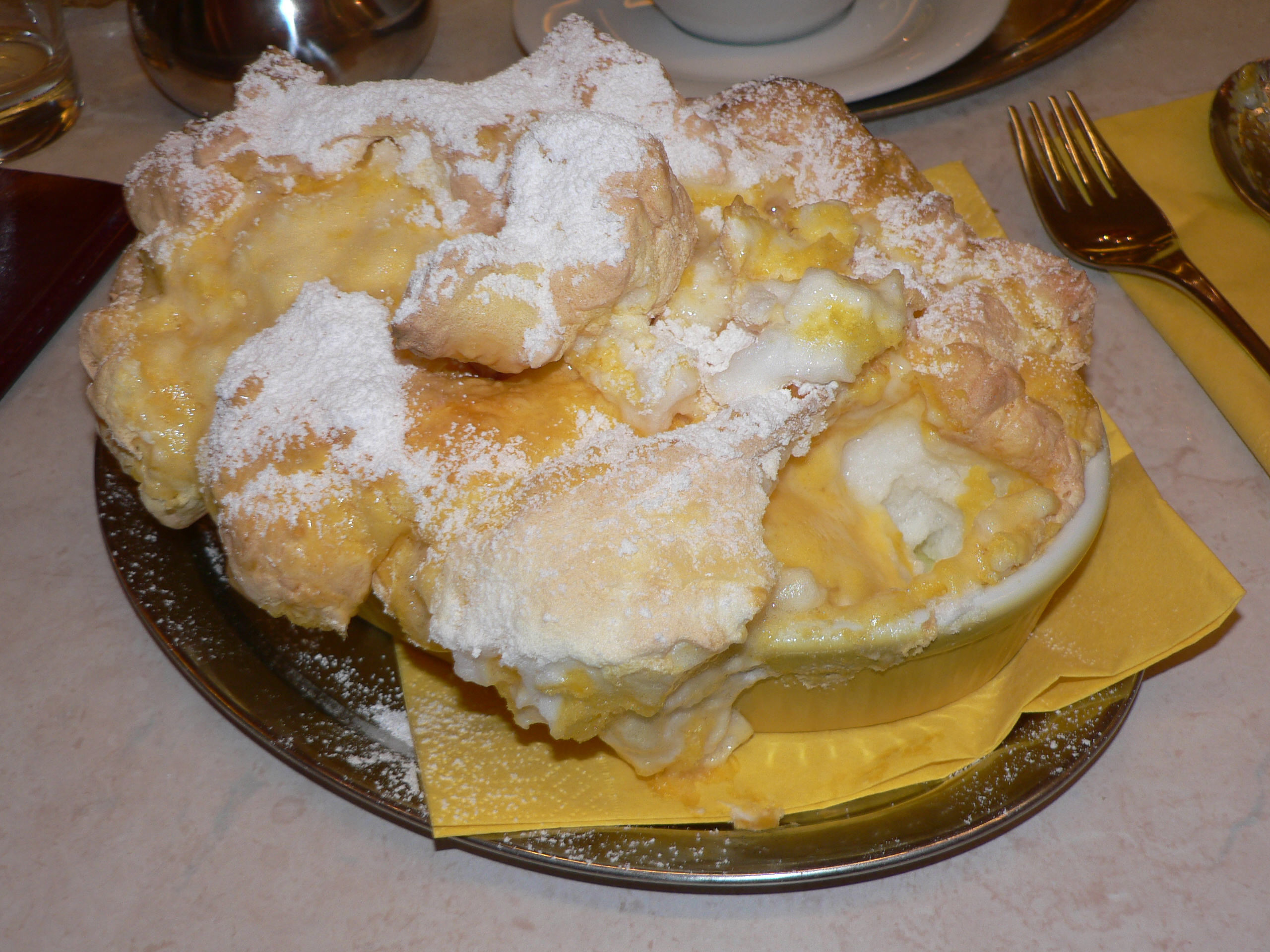
Зальцбургские нокерли

Австрийская кухня, которую часто неправильно отождествляют с венской кухней, является производной от кухни Австро-Венгерской империи. В дополнение к родным региональным традициям было произведено влияние, прежде всего, венгерской, чешской, еврейской и итальянской кухни, из которых часто заимствовались как блюда так и способы приготовления пищи. Гуляш является одним из примеров этого. Австрийская кухня известна в первую очередь в остальном мире за выпечку и сладости. В последнее время новые региональные кухни, также развиваемая, сосредоточена на региональных продуктах и применяет современные и лёгкие методы приготовления.
Каждая область в Австрии имеет несколько особенностей: В Нижней Австрии мак, в Бургенланде полента, в Штирии тыква, в Каринтии много озёр и у них рыба, в Верхней Австрии клёцки играют жизненно важную роль, Зальцбург знаменит своим Зальцбургским Нуклерном, Тироль имеет свой тирольский шпик, и Форарльберг находится под влиянием ближайших соседей Швейцарии и региона Швабия в Германии, таким образом, сыр играет важную роль и сырный Швабский Шпэтсель является особенностью этих мест.

### Венская кухня

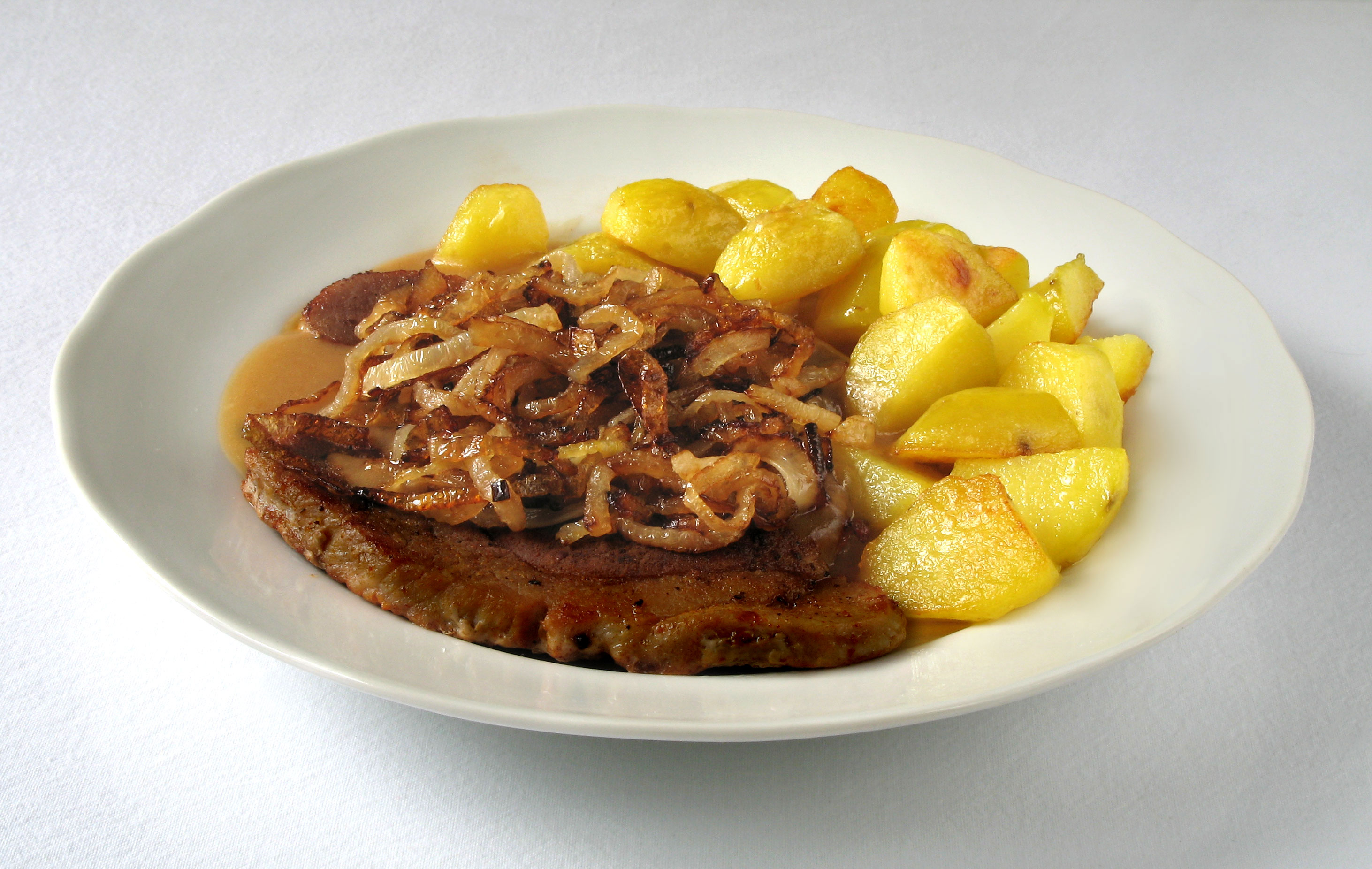
Цвибельростбратен

Вена была столицей Австрии более чем тысячу лет. Она стала культурным центром нации и разработала свою собственную региональную кухню. Венская кухня имеет уникальную честь быть единственной кухней названой в честь города.
Различные компоненты продающиеся на Нашмаркте могут привести к мысли о широком разнообразии культуры приготовления. Блюда зависят от мяса, составляющего типичную венскую кухню: венский шницель, тафельшпиц, бойшель и копчёное мясо с квашеной капустой и мельшпайзе характерны для её приготовления.
Некоторые сладкие блюда венской кухни включают штрудель яблочный, кайзершмаррн и захер. Эти и многие другие десерты предлагают многочисленные кондитерские в Вене, их, как правило, едят с кофе днём.
Липтовский сыр или повидло используют для намазывания на бутерброд или как начинку для пельменей.

### Венская кофейня
Культура кофеен на Западе началась в Австрии. Большая часть этой репутации была заработана на рубеже XIX века, когда такие писатели, как Петр Альтенберг, Карл Краус, Герман Брох и Фридрих Торберг решили использовать их в качестве места работы и общения. Знаменитый австрийский писатель Петер Альтенберг, по слухам, однажды дал адрес «Wien 1, Central Cafe», как его личный адрес, вот как много времени он проводил в кафе «Централь». Художники, мыслители и политические радикалы того периода, такие как Артур Шницлер, Стефан Цвейг, Эгон Шиле, Густав Климт, Адольф Лоос, Теодор Герцль и даже Лев Троцкий были постоянными посетителями кафе.

### Австрийские вина
Австрия имеет давние традиции виноделия и производит как белые, так и красные сорта. Виноградные семена в урнах в районе Цагерсдорфа и Бургенланда являются доказательством того, что виноделие в этих местах ведёт свою историю с 700-х годов до н. э.
Австрия имеет 50 000 гектаров виноградников, почти все они на востоке или юго-востоке страны. Многие из примерно 20 000 малых винодельческих поместий основывают свои финансы на розничной продаже вина. В связи с указом, который восходит к правлению Марии Терезии в 1784, винодел может продавать своё вино в своём доме без каких-либо лицензий на это.
Грюнер Вельтлинер является доминирующим сортом винограда, выращиваемым в Австрии, а сухие белые вина, произведённые из этого винограда, получили международное признание.

### Австрийское пиво
Есть много различных типов австрийского пива. Одной из наиболее распространённых марок пива в Австрии является Stiegl, основанная в 1492 году на пивоварне Stiegl-Brauwelt.

## Спорт
Общий спорт в Австрии футбол, лыжный спорт, и хоккей. Поскольку Альпы являются частью Австрии, их используют как горнолыжный курорт. Австрия является ведущей страной по Кубку мира по горнолыжному спорту (заработала наибольшее число очков во всех странах), а также сильна и во многих других зимних видах спорта, таких как прыжки с трамплина. Национальная хоккейная команда Австрии занимает 13-е в мире.
Австрия (в частности, Вена) также имеет давние традиции в футболе, хотя, после Второй мировой войны, спорт более или менее в состоянии упадка в стране. Австрийский чемпионат (первоначально ограниченный лишь Веной, поскольку не было никаких профессиональных команд в других местах), проводится с 1912 года. Австрийский Кубок проводится с 1913 года. Австрийская национальная сборная по футболу участвовала на 7 Кубках мира, но не участвовала на чемпионате Европы, до Чемпионата в 2008 когда она участвовала как страна-хозяйка турнира со Швейцарией. Руководящим органом по футболу в Австрии является Австрийский футбольный союз.
Первый официальный чемпион мира по шахматам Вильгельм Стейниц был из Австрийской империи.
Кроме того, Вена хорошо известна испанской школой верховой езды, где квалифицированные наездники тренируются на Липизанерах (вид лошади) в сложных позах и танцах.

## Образование

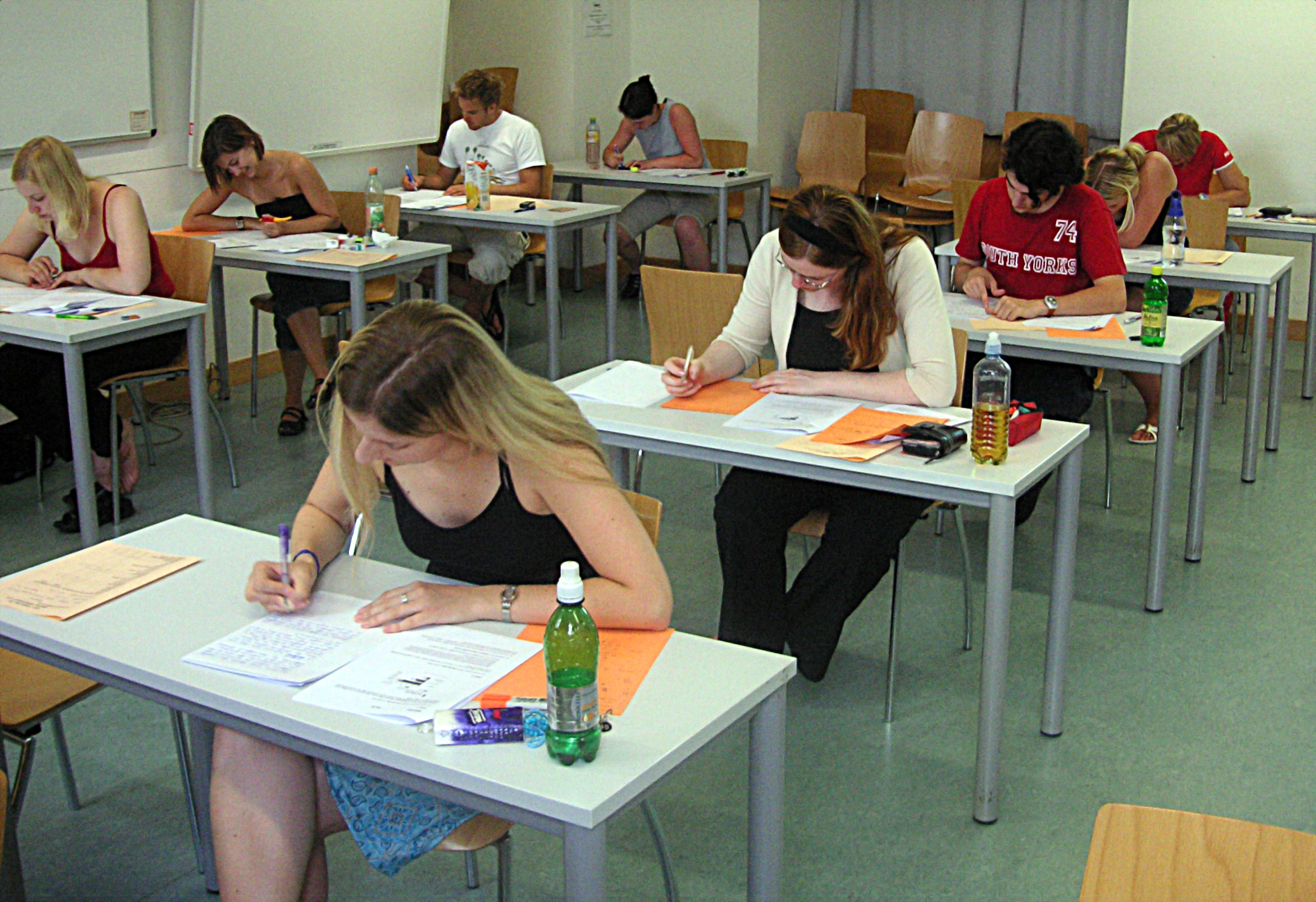
Студенты на финальном экзамене в Венском университете

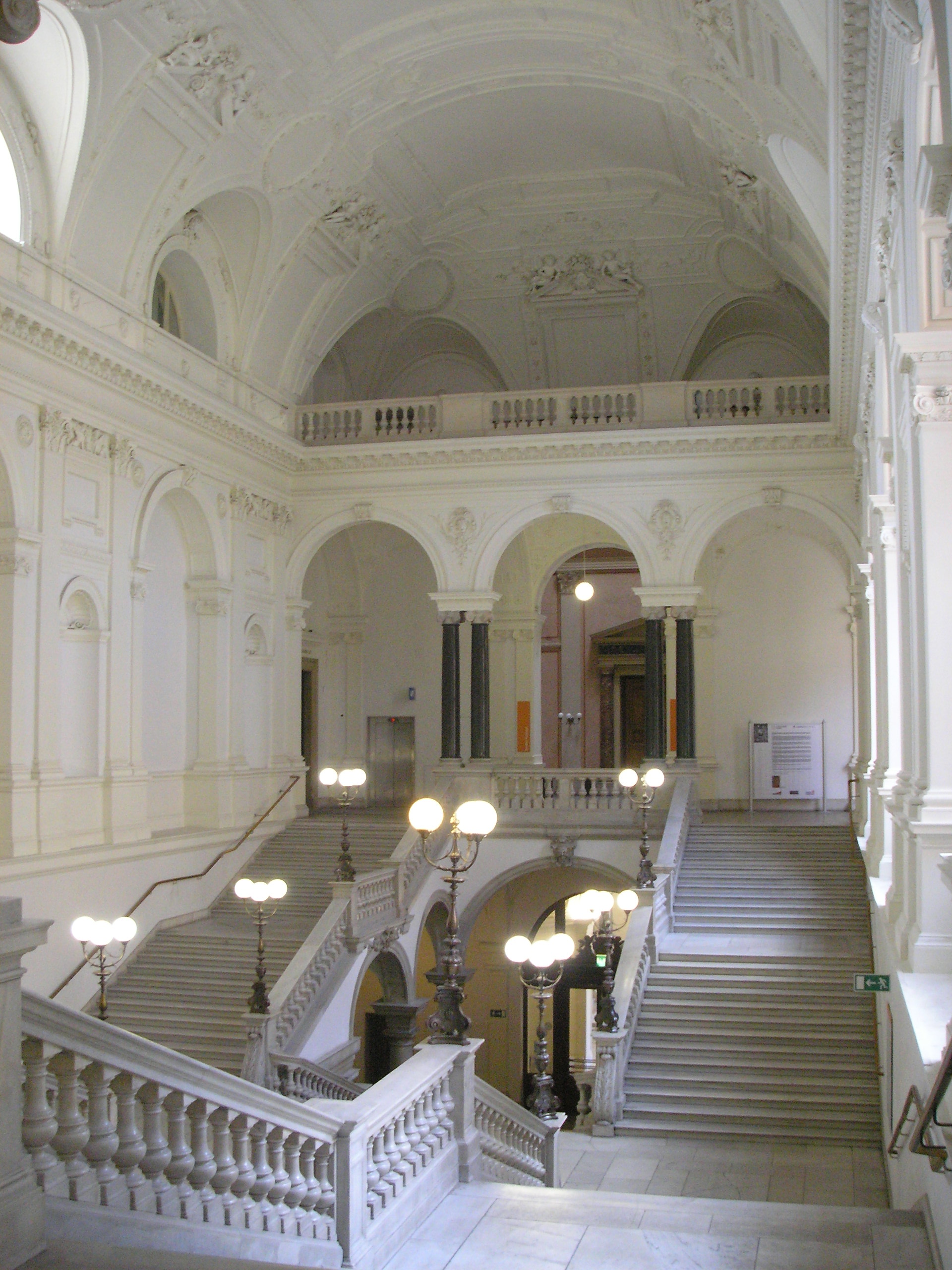
Вид на главную лестницу (Hauptstiege) в Венском университете

Императрица Мария Терезия основала «Общие правила школы, в 1774 году», создавая австрийскую систему образования. Восьмилетнее обязательное образование было введено в 1869 году. В настоящее время, обязательное школьное образование длится девять лет.
Четыре года начальной школы (Volksschule для детей от 6-10) затем среднее образование в Hauptschule, или четыре года в гимназии в качестве промежуточных школы. В частности, в сельских районах, нередко гимназии не доступны, так что каждый посещает Hauptschule.
После 14-летнего возраста студенты имеют свой первый реальный выбор. Они могут провести год в Политехнической школе, которая квалифицирует их для профессионально-технического училища в рамках обучения. Или они могут пойти в Höhere Technische Lehranstalt (HTL), которые технически-ориентированны на высшие колледжи, и здесь присутствует уникальная особенность Австрийской системы образования в Европе. Завершение HTL разрешает использование названия «Ing.» (Инженер). Другим вариантом было бы Handelsakademie с акцентом на учёт и управление бизнесом. Наконец, есть гимназии, которые заканчиваются экзаменом зрелости в качестве конечной подготовки к дальнейшему обучению в университете. Есть несколько других типов школ, не упомянутые здесь.
Альтернативой университета является Австрийский Fachhochschule, которая более ориентирована на практику, чем университет, но также приводит к учёной степени. В рамках Болонского процесса было утверждено, что оба образования одиноково хороши.
Система образования соблюдается во всех провинциях.
Все государственные школы являются бесплатными. Крупнейший университет Венский университет.

## Религия
73,6 % коренного населения относят себя к Римско-католической церкви, а 4,7 % считают себя протестантами. Около 400.000 жителей Австрии являются членами различных мусульманских общин, около 180.000 являются членами православной церкви, и около 7300 являются евреями. До Холокоста, около 200.000 евреев жили в Австрии.
Около 12 % населения не принадлежит ни к одной церкви или религиозной общине.

### Буддизм в Австрии
Хотя по-прежнему мал в абсолютных цифрах (10402 в 2001 году по переписи населения), буддизм в Австрии имеет широкое признание, если не популярность. Большинство буддистов в стране австрийские граждане (некоторые из них натурализовались после иммиграции из Азии, преимущественно из Китая и Вьетнама), а значительное число из них составляют иностранные граждане.

## Праздники
Так как римский католицизм является преобладающей христианской конфессией в Австрии, большинство из праздничных дней католические.
Пасха и Пятидесятница, не перечислены ниже, так как они всегда будут на воскресенье.
| Праздник                                  | Дата              | B  | K  | NÖ | OÖ | S  | ST | T  | V  | W  |
| ----------------------------------------- | ----------------- | -- | -- | -- | -- | -- | -- | -- | -- | -- |
| Новый год                                 | 1 января          | •  | •  | •  | •  | •  | •  | •  | •  | •  |
| Богоявление                               | 6 января          | •  | •  | •  | •  | •  | •  | •  | •  | •  |
| Иосиф Обручник                            | 19 марта          |    | •  |    |    |    | •  | •  | •  |    |
| Великая пятница                           | (Пасха — 2 дня)   | •  | •  | •  | •  | •  | •  | •  | •  | •  |
| Пасхальный понедельник                    | (Пасха + 1 день)  | •  | •  | •  | •  | •  | •  | •  | •  | •  |
| Staatsfeiertag (День труда)               | 1 мая             | •  | •  | •  | •  | •  | •  | •  | •  | •  |
| Florian                                   | 4 мая             |    |    |    | •  |    |    |    |    |    |
| Вознесение Господне                       | (Пасха + 39 дней) | •  | •  | •  | •  | •  | •  | •  | •  | •  |
| Троицкий понедельник                      | (Пасха + 50 дней) | •  | •  | •  | •  | •  | •  | •  | •  | •  |
| Праздник Тела и Крови Христовых           | (Пасха + 60 дней) | •  | •  | •  | •  | •  | •  | •  | •  | •  |
| Вознесение Богоматери                     | 15 августа        | •  | •  | •  | •  | •  | •  | •  | •  | •  |
| Руперт                                    | 24 сентября       |    |    |    |    | •  |    |    |    |    |
| День референдума                          | 10 октября        |    | •  |    |    |    |    |    |    |    |
| Национальный праздник                     | 26 октября        | •  | •  | •  | •  | •  | •  | •  | •  | •  |
| День всех святых                          | 1 ноября          | •  | •  | •  | •  | •  | •  | •  | •  | •  |
| Мартин Турский                            | 11 ноября         | •  |    |    |    |    |    |    |    |    |
| Леопольд                                  | 15 ноября         |    |    | •  |    |    |    |    |    | •  |
| Непорочное зачатие Девы Марии             | 8 декабря         | •  | •  | •  | •  | •  | •  | •  | •  | •  |
| Рождественский сочельник (Heiliger Abend) | 24 декабря        | •  | •  | •  | •  | •  | •  | •  | •  | •  |
| Рождество (Christtag)                     | 25 декабря        | •  | •  | •  | •  | •  | •  | •  | •  | •  |
| День св. Стефана (Stefanitag)             | 26 декабря        | •  | •  | •  | •  | •  | •  | •  | •  | •  |
| День Святого Сильвестра                   | 31 декабря        | •  | •  | •  | •  | •  | •  | •  | •  | •  |
| Всего                                     |                   | 17 | 18 | 17 | 17 | 17 | 17 | 17 | 17 | 17 |